# NGC 82
NGC 82 est une étoile de magnitude apparente égale à 14,6 située dans constellation d'Andromède. Elle a été observée par Guillaume Bigourdan le 23 octobre 1884.